# Joseph Petit (Autor)
Joseph Petit (* 8. Mai 1912 in Luxemburg; † 15. April 2001 ebenda) war ein luxemburgischer Publizist und Autor.
Er war Mitbegründer und ab 1946 Direktor des Presse- und Informationsamtes der Luxemburgischen Regierung.

## Schriften
- Luxembourg Yesterday and Today, 1952
- Luxembourg, plate-forme internationale, 1952
- Sur le chemin du devoir: notes biographiques sur S.A.R. le Grand-Duc héritier Jean de Luxembourg et sa famille, Impr. Saint-Paul, 1962, 133 S.
- Le monument national de la solidarité luxembourgeoise pendant la Deuxième Guerre mondiale, Impr. Saint-Paul, 1972, 127 S.
- Luxembourg dans les Grandes Chroniques de France, 1985

## Ehrungen
- 1960: Großes Verdienstkreuz der Bundesrepublik Deutschland

| Personendaten    | Personendaten                       |
| ---------------- | ----------------------------------- |
| NAME             | Petit, Joseph                       |
| KURZBESCHREIBUNG | luxemburgischer Publizist und Autor |
| GEBURTSDATUM     | 8. Mai 1912                         |
| GEBURTSORT       | Luxemburg                           |
| STERBEDATUM      | 15. April 2001                      |
| STERBEORT        | Luxemburg                           |